# Quay

Một mặt cầu quay xung quanh trục của nó.

Quay hoặc xoay tròn là sự di chuyển tròn của một vật xung quanh một tâm (hay điểm) quay. Một vật thể ba chiều luôn luôn quay quanh một đường tưởng tượng gọi là trục quay. Nếu trục quay đi qua khối tâm của vật, vật đó được nói là quay quanh chính nó, hay spin. Vật quay quanh một điểm bên ngoài, ví dụ Trái Đất quay quanh Mặt Trời, nó được gọi là vòng quay quỹ đạo hoặc sự xoay vòng, đặc biệt khi nó bị ảnh hưởng dưới lực hấp dẫn.